# Tomaž Druml
Tomaž Druml, avstrijsko-slovenski nordijski kombinatorec, * 28. marec 1988, Bistrica na Zilji, Avstrija.
Druml je bil med letoma 2003 in 2016 član avstrijske državne reprezentance, leta 2017 pa slovenske državne reprezentance, in Športnega društva Zahomc. Na svetovnih mladinskih prvenstvih je v med letoma 2006 in 2008 osvojil dve zlati in tri srebrne medalje. V celinskem pokalu je med letoma 2006 in 2014 dosegel petnajst zmag. V svetovnem pokalu je debitiral 20. januarja 2007. 9. in 10. januarja 2014 je v Almatiju dosegel svoji najboljši posamični uvrstitvi v karieri z osmim mestom, še štirikrat se je uvrstil v prvo deseterico na deveto mesto, najboljšo skupno uvrstitev pa je dosegel v sezoni 2010/11 s tridesetim mestom. Edine stopničke je dosegel 3. februarja 2013 na ekipni tekmi v Sočiju. Pomladi leta 2017 je prestopil v slovensko reprezentanco z načrtovanim nastopom na Zimskih olimpijskih igrah 2018 v Pjongčangu, toda zaradi težav s srcem je decembra istega leta končal kariero. Leta 2008 je prejel Bloudkovo plaketo za »za pomemben prispevek in popularizacijo športa med Slovenci na Avstrijskem Koroškem«.